# Joseph Leitgeb
Joseph Leitgeb (auch: Leutgeb; * 6. Oktober 1732 in Neulerchenfeld; † 27. Februar 1811 in Wien) war ein österreichischer Hornist.
Leitgeb war 1763 Hornist in der Kapelle des Fürsten Esterházy. Im selben Jahr ging er nach Salzburg und wurde Mitglied der Kapelle des Fürsterzbischofs von Salzburg. 1773 ging er zurück nach Wien. Im Gegensatz zu einem weitverbreiteten Irrtum war Leitgeb nie im Käsehandel tätig. Sein Schwiegervater, der Italiener Biagio Plazeriano († 1763), betrieb in Altlerchenfeld ein Wurst- und Käsegeschäft, das ab 1763 kurze Zeit von dessen Witwe Catharina geführt wurde. Als Leitgeb 1777 ein Haus in Altlerchenfeld kaufte, das ihm auch Mieterträge einbrachte, war der Käsehandel schon lange eingestellt.  1783 übernahm er eine feste Anstellung als Hornist bei Antal Grassalkovich II.
Nicht nur mit Vater Leopold Mozart, sondern auch mit dessen Sohn Wolfgang Amadeus Mozart verband ihn eine enge Freundschaft. Sie hatten ein sehr ungezwungenes Verhältnis zueinander, in dem Leitgeb sich trotz seines erheblich höheren Alters nahezu zum Hofnarren Mozarts machte. So bettelte Leitgeb, der Mozarts Musik über alles liebte, ständig, Mozart solle doch ein Hornkonzert für ihn schreiben. Schließlich ließ Mozart sich erweichen, stellte aber die Bedingung, dass Leitgeb sich währenddessen hinter den (nicht beheizten) Ofen knien müsse. Leitgeb kroch tatsächlich hinter den Ofen und harrte dort auf den Knien geduldig aus, während Mozart schrieb. So entstand das Hornkonzert Es-Dur, KV 417, dem Mozart folgende Bemerkung hinzufügte: „sich über den Leitgeb Esel, Ochs und Narr erbarmt zu Wien, den 27. May 1783“.
Auch für die anderen Hornkonzerte KV 447 und 495 und das Hornquintett KV 407 wurde Leitgeb Widmungsträger und auch dort sind Spuren solcherlei Mozart-typischer, oft derber Späße zu finden. Es wird aber auch deutlich, dass Mozart hochvirtuose Werke schrieb, die an die Grenzen der Möglichkeiten dieses Instrumentes führten und die Leitgeb offensichtlich zu spielen in der Lage war. In den erhaltenen Bruchstücken des Konzerts KV 495 sind die Noten in blauer, roter, grüner und schwarzer Tinte geschrieben, der Spaß hatte aber zugleich Sinn, kennzeichnete Mozart damit sehr feine Schattierungen in der dynamischen Abstufung. Im Konzertsatz (KV 514) D-Dur ist der Part des Solisten fortwährend mit humorigen Bemerkungen Mozarts begleitet: „Adagio – a lei Signor Asino, Animo – presto – su via – da bravo – Corraggio – bestia – o che stonatura – Ahi! – ohime – bravo povretto“ – und am Schluss: „grazia al Ciel! basta, basta!“. Hier verrät Mozart bei allem Spaß, dass er sich der Probleme des Alterns bei Leitgeb und seiner sich dadurch eingeschränkten Spielfähigkeit bewusst war. So verzichtet er in der 1791 entstandenen Komposition auf sehr hohe Töne.
Leitgeb ist in der Mitgliederliste der Tonkünstler-Societät, Wiens ältestem, 1771 gegründeten Konzertverein, als Joseph Leutgeb gelistet, er selbst unterschrieb sich aber in seinem 1801 verfassten Testament „Leitgeb“. Es gab im 18. Jahrhundert keine definitive Schreibweise von Eigennamen. Sein zweiter, vielfach genannter Vorname Ignaz basiert auf einem Irrtum Carl Ferdinand Pohls.  Im Übrigen darf er nicht mit Mozarts zeitweiligem Verwalter Anton Leutgeb verwechselt werden, der dessen Witwe unter anderem beim Aufarbeiten des Nachlasses unterstützte.